# Diminutivaffix
Ein Diminutivaffix ist eine dem Wortstamm zugesetzte Vor- oder Nachsilbe (Affix), die der grammatischen Verkleinerung (Diminutiv) dient. Solche Silben sind als Präfixe und Suffixe der Wortbildung zu betrachten. Die Affigierung ist nur eine von mehreren möglichen Diminutivformen. Das Diminutiv kann auch durch Kürzung, Reduplikation, gesonderte lexikalische Einträge oder andere sprachliche Mittel ausgedrückt werden. In den indogermanischen Sprachen wird die Diminutivaffigierung hauptsächlich durch Suffigierung bewerkstelligt. Am bekanntesten sind im Deutschen und seinen Dialekten die Verniedlichung- und Verkleinerungsformen mit Diminutivsuffixen wie -chen, -lein, -i, -le, -el, -erl, -l, -li oder -ei.

## Unterscheidung
Diminutivaffixe sind nur solche Affixe, deren Bedeutung nicht lexikalisiert wurde. Die Wortendung -chen bei Mädchen oder Märchen ist zum Beispiel kein Diminutivaffix.

## Beispiele

### Deutsch
Die im Deutschen am häufigsten verwendeten Diminutivsuffixe sind -chen, z. B. bei Hänschen (abgeleitet von Hans, häufig als Anrede für Kinder dieses Vornamens), Vögelchen (mit der Bedeutung „kleiner Vogel“) und -lein (z. B. bei Dörflein (abgeleitet von Dorf)). Ebenfalls verbreitet, jedoch überwiegend bei Personennamen anzutreffen, ist das nachgestellte -i (z. B. Benni für Benjamin, Basti für Sebastian) bzw. das aus der englischen Sprache übernommene -y (vgl. Tommy für Thomas).
- -chen, zum Beispiel Hündchen für kleiner Hund, verwandt mit dem niederdeutschen -ke und -(t)je
- -lein, zum Beispiel Äuglein für kleines Auge, verwandt mit dem lateinischen -ulus/ula und den oberdeutschen Formen -le, -la, -li, -l

#### Mitteldeutsche Dialekte und Sprachen
- Hessische Dialekte
  - -che; zum Beispiel Kätzche, Hündche
  - -elche (doppeltes Diminutiv: -el entspricht dem oberdeutschen -el, -che dem niederdeutschen -ke); Eigelche (Äuglein/Äugelchen: kleines Auge)
- moselfränkische und pfälzische Dialekte
  - -je, -sche; zum Beispiel Kätzje, Gässje, Hündsche, Autosche, mit -je und -sche in komplementärer Distribution[1]
  - -elsche (doppeltes Diminutiv: -el entspricht dem oberdeutschen -el, -sche dem niederdeutschen -ke); zum Beispiel Eischelsche bzw. Äugelsche (Äuglein/Äugelchen: kleines Auge), Gässelsche (kleine Gasse)[2]
- Jiddisch
  - -el(e), Plural -(e)lech; zum Beispiel fi:sel(e), Plural fi:s(e)lech (kleine Füße), gesel, Plural geselech (kleine Gassen)

#### Oberdeutsche Dialekte (süddeutscher Sprachraum)
- Alemannisch
  - Badisch und Elsässisch
    - -le, zum Beispiel Kätzle, -el zum Beispiel Hiesel (Häuschen) Plural -le Hiesle.

  - Schwäbisch
    - -le (Singular und Plural), zum Beispiel Kätzle, Bergle
    - -le/-la und -len (veraltender Plural), zum Beispiel Kätzla, Berglen

  - Schweizerdeutsch, Alemannisch in Südbaden
    - -li, -i, zum Beispiel Chätzli
- Ostfränkisch
  - -la (Singular), zum Beispiel Äffla, Spätzla, sehr oft aber auch als Verniedlichungs- oder Koseform bei normalen Größen
  - -lich (Plural), zum Beispiel in Hohenlohe Spätzlich
- Bairisch in Altbayern und Österreich
  - -l, -rl, -erl, -ei, -i zum Beispiel Dirndl, Dirnei, Bürscherl

### Latein
- -ulus/-a/-um, zum Beispiel parvulus (süß und klein) von parvus (klein)
- -olus/-a/-um, zum Beispiel ostiolum (kleine Tür) von ostium (Tür)
- -culus/-a/-um, zum Beispiel musculus (Mäuschen) von mus (Maus), navicula (Schifflein) von navis (Schiff), tabernaculum (Hüttchen) von taberna (Brett, Hütte, Laden), davon abgeleitet: Tabernakel
- -ellus/-a/-um, zum Beispiel porcellus (Schweinchen, Ferkelchen) von porcus (Schwein) (neben porculus und doppelt verkleinert zu porcellulus)
- -illus/-a/-um, zum Beispiel bacillum (Stöckchen) von baculum (Stock)
- -ullus/-a/-um, zum Beispiel anulla (Mütterchen) von anus (alte Frau)
- -unculus/-a/-um, zum Beispiel occasiuncula (kleine Gelegenheit) von occasio (Gelegenheit), homunculus (Menschlein) von homo (Mensch), avunculus (Onkel) von avus (Großvater), furunculus (Dieblein) von fur (Dieb)
- -io, zum Beispiel caballio (Pferdchen) von caballus (Pferd)

### Niederländisch
Diminutive sind im Niederländischen sehr stark vertreten und immer Neutrum. Die häufige Benutzung von Verkleinerungsformen soll oft eine freundliche Atmosphäre hervorrufen, aber kann auch ironisch gemeint sein. Dazu gibt es eine Anzahl lexikalisierter Diminutive, das heißt Wörter, die in der Diminutivform eine eigene Bedeutung erlangt haben. Nicht nur Substantive können in der niederländischen Sprache verkleinert werden, sondern auch bestimmte Adjektive, Verben, Adverbien, Präpositionen und Numeralia.
| Substantiv    | Diminutiv                 | Übersetzung     | Anmerkung                                      |
| ------------- | ------------------------- | --------------- | ---------------------------------------------- |
| de hand       | het handje                | die kleine Hand | + -je                                          |
| de vrouw      | het vrouwtje              | die kleine Frau | Endsilbe auf -l, -n, -w, -r, -e → + -tje       |
| de auto       | het autootje              | das kleine Auto | Endsilbe auf -a, -o, -u → Vokaldopplung + -tje |
| de kraam      | het kraampje              | die kleine Bude | Endsilbe auf -m                                |
| de man de bal | het mannetje het balletje | die kleine Bude | Kurzvokal → Konsonantdopplung + -etje.         |

Es gibt auch einige unregelmäßige Diminutive:
| Substantiv | Diminutiv    | Übersetzung       | Anmerkung                                                |
| ---------- | ------------ | ----------------- | -------------------------------------------------------- |
| het glas   | het glaasje  | das kleine Glas   |                                                          |
| het blad   | het blaadje  | das kleine Blatt  |                                                          |
| het gat    | het gaatje   | das kleine Loch   |                                                          |
| de jongen  | het jongetje | der kleine Junge  |                                                          |
| het vat    | het vaatje   | das kleine Fass   | Aber: het handvat → het handvatje (der kleine Handgriff) |
| het schip  | het scheepje | das kleine Schiff |                                                          |
| het pad    | het paadje   | der kleine Pfad   |                                                          |

Lexikalisierte Diminutive mit einer eigenen Bedeutung:
| Diminutiv                                  | Übersetzung | Anmerkung |
| ------------------------------------------ | --- | --- |
| het ijs het ijsje                          | das Eis die Eiscrème                                                                                              | |
| de bon het bonnetje                        | der Strafzettel, der Kassenzettel der Kassenzettel                                                                | Kann auch ironisch/beleidigend gemeint sein: „Meneer agent, geeft u mij het bonnetje maar.“ ↔ „Herr Polizist, geben Sie mir das Strafzettelchen.“ |
| een stel een stelletje stelletje luilakken | ein Paar ein junges Paar Faulenzer!                                                                               | |
| een moetje de moetjes                      | Ausdruck für eine Heirat unter dem Eindruck einer bestehenden (ungeplanten) Schwangerschaft, wörtlich: muss-chen. | Verkleinertes Verb (müssen). |
| onder ons onderonsje                       | unter uns ein intimes Gespräch                                                                                    | Verkleinertes Personalpronomen. Kann auch negativ gemeint sein: die Mauschelei. |
| groen groentje                             | grün Neuling, Anfänger                                                                                            | Substantiviertes verkleinertes Adjektiv. |
| blauw een blauwtje (lopen)                 | blau abgewiesen werden (während eines Dates)                                                                      | Substantiviertes verkleinertes Adjektiv. |
| vijf vijfje                                | fünf u. a. 5-Euro-Banknote                                                                                        | Verkleinertes Numerale. Kann auch beleidigend gemeint sein: „Ze is hoogstens een vijfje“. ↔ „Sie ist höchstens eine Fünf (auf einer Zehner-Skala).“ Kann auch relativierend gemeint sein: „Deze toets gaat een vijfje worden“. ↔ „Diese Prüfung wird eine fünf (aber wird mich nicht weiter scheren).“ |
| bleek bleekjes                             | blass etwas blass                                                                                                 | Verkleinertes Adjektiv. |

### Englisch
- -let, zum Beispiel leaflet (Blättchen/Flugblatt) von leaf (Blatt), booklet (Büchlein) von book (Buch), bomblet (Bömbchen) von bomb (Bombe), piglet (Ferkel) von pig (Schwein)
- -kin, zum Beispiel lambkin (Lämmchen) von lamb (Lamm)
- -y, zum Beispiel piggy (Schweinchen) von pig (Schwein)
- -ling, zum Beispiel duckling (Entchen) von duck (Ente)
- -een (im irischen Englisch, von ir. -ín), zum Beispiel lambeen (Lämmchen)
- unregelmäßige Formen, die eigenständige Wörter darstellen, wie kitten (Kätzchen) von cat (Katze)

### Französisch
- -et/ette, zum Beispiel sœurette (Schwesterchen), cigarette
- -ot, zum Beispiel frérot (Brüderchen)
- -elle, zum Beispiel sauterelle (Heuschrecke)

#### Quebecer Französisch
- In dieser Mundart des Französischen werden Diminutivformen typologisch untypisch durch Präfigierung oder Reduplikation gebildet: ti-chat „Kätzchen“, ti-gars „Jüngelchen“, Ti-(L)ouise „Louise“, Ti-Mi „Michelle“, Dédé „André“, Didi „Diane“, Dodo „Dominique“ usw. Ähnliche Formen gibt es auch in den Französischen Kreolsprachen (namentlich haitianisches Kreolisch) und verschiedenen westafrikanischen Sprachen.

### Furlanisch
- -ut/-ute

man („Hand“) – manute („Händchen“)
fuar („Ofen“) – fuarnut („klein Ofen“)
- -on/-one

bree („Brett“) – breon („gross Brett“)
- -at

orcul („Oger“) – orculat („böse Oger“)
- -ot/-onon

grant („groß“) – grandonon („wirklich groß“)
- -in/-inin/-el/-it/-uç

pâl („Pfahl“) – paluç („klein Pfahl“)

### Irisch
- -ín, zum Beispiel leabhairín (Büchlein)

### Italienisch
- -ino/-ina

mano („Hand“) – manina („Händchen“)
signora („Frau“) – signorina („Fräulein“)
caro („lieb“, „teuer“) – carino („hübsch“)
- -etto/-etta

scoglio („Felsen“) – scoglietto („kleiner Felsen“)
viola („Veilchen“, auch ein Name) – Violetta (Verkleinerungsform des Namens)
- -otto

isola („Insel“) – isolotto („Eiland“)
- -ello/-ella

canna („Rohr“) – cannella („Zimt“)
- -uccio/-uccia

canna („Rohr“) – cannuccia („Strohhalm“)
Diese Endung erscheint meistens als „Verniedlichungs“-Form (vezzeggiativo):
Gianni („Hans“) – Giannuccio (etwa „süßer kleiner Hans“)

### Katalanisch
- -et/-eta, zum Beispiel germaneta (Schwesterchen)

### Litauisch
In der litauischen Sprache gibt es besonders viele Diminutive, die sich aus dem Altlitauischen erhalten haben: Neben Substantiven werden auch Adjektive mit zahlreichen Suffixen verwendet.
- -elis/-elė, zum Beispiel namelis (Häuschen), gėlelė (Blümchen)
- -ėlis, -ėlė ąsotėlis, mažutėlė
- -(i)ukas, -(i)ukė berniukas, mergiukė
- -eliukas, -eliukė ereliukas, mameliukė
- -ytis, -ytė paukštytis, gėlytė
- -(i)utis, -(i)utė zuikutis, saulutė
- -aitis, -aitė: bernaitis, mamaitė
- -učiukas, -učiukė: mažučiukas, mažučiukė
- -elytaitis, -elytaitytė

### Finnisch
- -nen: tyttönen (tyttö: Tochter); kaunoinen (kaunis: schön, Substantiviert)
- -kka, (letzter Vokal kann ändern): marjukka (marja: Beere), mustikka (musta: schwarz, Substantivierung → Heidelbeere), pallukka (pallo: Ball)
- doppeltes Diminutiv (-kka + -nen): lapsukainen (lapsi: Kind), pienokainen (pieni: klein, Substantivierung)
- pikku-

### Estnisch
- -ke: emake (ema: Mutter), kiisuke (kiisu: Katze); (Gebildet aus dem Genitivstamm)

armsake (armas: lieb, armsa (Genitiv), Substantivierung)
- -kene: kullakene (kulta: Gold)

### Griechisch
- -aki, zum Beispiel νεράκι, (neraki) (zum Kaffee serviertes „Wässerchen“)
- oder κουταλάκι, (kutalaki) (Löffelchen, Teelöffel)
- -oula, zum Beispiel βολτούλα, (voltoula) (ein „Spaziergängchen“ oder kurzes Ausgehen)
- Genusänderung, zum Beispiel η σπάθα [i sp’atha] (das Schwert) = fem. ↔ το σπαθί [to spa’thi] (das Schwertchen) = neutr., η γάτα [i g’ata] (die Katze) = fem. ↔ το γατί [to ga’ti] (das Kätzchen) = neutr., wobei sich die Bedeutung des Grundworts und des Diminutivums durch die Jahrhunderte verschieben können, zum Beispiel η κεφαλή [i kefa’li] (das wichtigste Teil eines Apparates/der Tonkopf/der Wirbelkasten der Streichinstrumente usw. altgr.: der Kopf) = fem. ↔ το κεφάλι [to ke’fali] (der Kopf) = neutr. Das Wort kann zurück ins Femininum gesetzt werden: η κεφάλα [i ke’fala], wobei es dann verächtlich den hässlichen Riesenkopf bezeichnen würde.

### Portugiesisch
Die portugiesischen Diminutive und Bildungsregeln sind zahlreich. Außerdem gibt es Ausnahmen, veraltete Formen sowie Unterschiede in der Pluralbildung. Das Portugiesische verwendet das Diminutiv auch bei Adjektiven, Adverbien und Gerundien.
- -inho/-a, zum Beispiel casinha (Häuschen) von casa (Haus)
- -zinho/-a (wenn Nomen auf Vokal oder Nasal endet), zum Beispiel irmãozinho (Brüderchen) von irmão (Bruder), homemzinho (Männlein) von homem (Mann)
- -ito/-a (i. d. R. parallel zu -inho/a verwendbar), zum Beispiel casita (Häuschen) von casa
- -zito/-a (in Sonderfällen), zum Beispiel mulherzita (Fräulein, jedoch nicht als Anrede zu gebrauchen) von mulher (Frau)
- -oto/-a (selten), zum Beispiel casota (Häuschen) von casa
- -eto/-a (selten), zum Beispiel saleta (Räumchen) von sala (Raum)
- -ebre (sehr selten), zum Beispiel casebre (Häuschen) von casa

### Russisch
In der russischen Sprache sind Diminutive und Kosenamen sehr gebräuchlich. Substantive, Adjektive und Adverbien haben jeweils eigene Suffixe. Substantive weisen die größte Vielfalt auf:
- Maskulina: -ik, -tschik, -ok/-ek, -ec, -ischk- usw. (z. B. „domik“ von „dom“ („Haus“))
- Femina: -k-a, -onk-a/-enk-a, -(i)c-a, -ink-a usw. (z. B. „tropinka“ von „tropa“ („Pfad“)
- Neutra:-ik-o, -(i)c-e, -yschk-o usw. (z. B. „oblatschko“ von „oblako“ („Wolke“)

Eines der wenigen maskulinen undeklinierbaren Substantive, die den für neutrale Substantive typischen Abschluss -e haben (wie z. B. „шимпанзе“ („Schimpanse“)), ist кофе („Kaffee“). Das entsprechende Diminutiv ist „кофеёк“ (kofejok) mit dem Suffix -ok/-ek. Ein Beispiel aus der Literatur: „– О, сейчас кофейку выпью,- потирая руки, сказал довольным голосом Коротков“
Das Diminutiv ist bei Eigennamen im Russischen so vielfältig, dass von Nichtrussen der Name oft nicht mehr erkannt wird:
- Aleksandr(a) = Sascha, Schura, Saschenka, Schurik, Saschka, Saschka, San’ka, Saschetschka, Schurka, Schurotschka
- Aleksej = Aljoscha, Aljoschenka, Aljoschka, Ljoschik, Ljoscha, Ljoha
- Anastasija = Nastyja, Asja, Nastenka, Nastjuschka, Nastjona, Nastka
- Anna = Anja, Anjuta, Anetschka, Anuschka, Njuta, Njura, Njusha
- Boris = Borja, Borenka, Borjusha, Borka
- Bratislaw = Slawa, Slawochka
- Daria = Dascha, Daschenka, Daschutka, Daschka
- Dmitrij = Dima, Mitja, Mitenka, Dimotschka, Mitjuscha, Dimon, Mitka
- Grigorij = Grischa
- Iwan = Wanja, Iwanuschka, Wanetschka, Wanka
- Jekaterina = Katja, Katerina, Katetschka, Katenka, Katjucha, Katjuscha, Katka
- Jewgenij = Shenja, Shenetschka, Sheka, Shenka
- Konstantin = Kostyja, Kostenka, Kostik, Kostka
- Leonid = Ljonja, Ljolik, Ljonytschka, Ljonka
- Maria = Mascha, Manja, Maschenka, Maschetschka, Maschuscha, Marusja, Maschka
- Michail = Mischa, Mischenka, Mischanya, Mischka
- Natalia = Natascha, Nata, Nataschenka, Natusenka, Natusik, Nataschka
- Nikolaj = Kolja, Kolenka, Nikolascha, Kol’ka, Koljan
- Pjotr = Petja, Petenka, Petruscha, Petjunja
- Sergej = Serjosha, Serjoga, Serjoshenka, Serjoshka
- Stanislaw = Stasja, Stasik, Stasjuka, Stasenka
- Stepan = Stjopa, Stjopanka, Stepantschik, Stjopushka, Stjopka
- Swetlana = Sweta, Swetochka, Swetik, Swetyushka, Swetka
- Wladimr = Wolodja, Wowa, Wowotschka, Wolodenka, Wowka, Wolodka

### Spanisch
Besonders in Lateinamerika ist das Diminutiv sehr gebräuchlich. Dort ist er auch nicht nur in Nomina zu finden, sondern auch in Adverbien, bsp. „ahorita“ für „ahora“.
- -ito/-a ersetzt -o/a
- -cito/-a, wenn der letzte Buchstabe kein unbetontes o oder a ist; beispielsweise wird mamá (Mama) zu mamacita (schönes Mädchen) und coche (Auto) zu cochecito (Autochen / Kinderwagen)
- -illo/a, wie -el/-le/-li im deutschen: etwas veraltet oder dialekt-spezifisch (Andalusien), aber in vielen etablierten Begriffen (wie Tortilla) zu finden
- andere regionale/umgangssprachliche Formen, ähnlich wie -illo/-a: -ico (Aragonien, Costa Rica), -ín oder -ino (Asturien), -iño (Galicien), -uco (Kantabrien), -ete (Katalonien), -uelo (altmodisch), -ico/ica (Murcia)

### Türkisch
- -cik/-cık/-cuk/-cük, zum Beispiel kedicik (Kätzchen). Im Türkischen können auch die Adjektive verkleinert werden, zum Beispiel incecik (sehr dünn).

### Berberisch
- Diminutivierendes Suffix: -ush
- Diminutivierendes Zirkumfix: t___t

### Bantusprachen
In den Bantusprachen kann die diminutive Affigierung als Präfix oder als Suffix ausgedrückt werden.
Swahili ki-
ndege „Vogel“: kidege „Vögelchen“
Zulu -ana
inyoni „Vogel“: inyonyana „Vögelchen“

### Papuasprachen
In Papua-Sprachen wie Walman wird das Diminutivaffix -l- dem Verbum entweder vor- oder nachgesetzt.
- pelen n-aykiri „Der Hund bellt.“

Hund 3SG.MASK.NOM-bellen
- pelen w-aykiri „Die Hündin bellt.“

Hund 3SG.FEM.NOM-bellen
- pelen l-aykiri „Das Hündchen bellt.“

Hund 3SG.DIM.NOM-bellen
- kum m-etere-n pelen „Ich sah den Hund.“

1SG 1SG.NOM-sehen-3SG.MASK.AKK Hund
- kum m-etere-ø pelen „Ich sah die Hündin.“

1SG 1SG.NOM-sehen-3SG.FEM.AKK Hund
- kum m-etere-l pelen „Ich sah das Hündchen.“

1SG 1SG.NOM-sehen-3SG.DIM.AKK Hund

### Esperanto
In der internationalen Sprache Esperanto wird das Suffix -et- in Anlehnung an die romanischen Sprachen benutzt; danach wird, wie regelhaft üblich, ein Endvokal oder eine Endsilbe angefügt, die die Wortklasse bezeichnet (-o für Substantive in der Einzahl, -oj Substantive im Plural, -a für Adjektive, -e für Adverbien, -i für Verben in der Grundform usw.). Die entgegengesetzte „Vergrößerungsform“ (Augmentativ) wird mit der Silbe -eg- gebildet.
- pordo Tür, pordeto Türchen, pordego Tor

- varma warm, varmeta lauwarm, varmega heiß

- salti springen, salteti hüpfen, saltegi Riesensprünge machen

Die Suffixe sind auch als eigenständige Wortstämme einsetzbar.
- eta klein, gering (Adjektiv), ege sehr (Adverb)

Für Kosenamen gibt es zusätzlich die Diminutivsuffixe -ĉj- (männlich) und -nj- (weiblich)
- patro Vater, patrino Mutter, paĉjo Papa, panjo Mama

## Weitere Verwendung
Über die grammatikalische Bedeutung hinaus sind Diminutivsuffixe sprachliche Mittel, um Beziehungsrelationen zu signalisieren. Sie werden in vielen Sprachen auch zur Bildung von hypokoristischen Formen (Kosenamen) verwendet. Es kann also nicht nur das Kleinsein, sondern auch die positive (meliorative) oder die negative (pejorative) Einstellung des Sprechers zum Bezeichneten ausgedrückt werden. Diminutivsuffixe und -präfixe können z. B. Anerkennung, Respekt oder ein Qualitätsmerkmal ausdrücken. Die lexikalische Bedeutung wird durch Verkleinerung (Diminution) nicht geändert. Morpheme, die eine Vergrößerung anzeigen (Augmentativsuffixe) sind im Deutschen unbekannt.